# Agrius
Agrius är ett släkte av fjärilar som beskrevs av Jacob Hübner 1819. Agrius ingår i familjen svärmare.

## Dottertaxa tillAgrius, i alfabetisk ordning[1][2]
- Agrius abadonna
- Agrius affinis
- Agrius aksuensis
- Agrius alicea
- Agrius batatae
- Agrius cingulata
- Agrius concolorata
- Agrius convolvuli,  Åkervindesvärmare
- Agrius cordiae
- Agrius decolora
- Agrius distans
- Agrius distincta
- Agrius druraei
- Agrius elegans
- Agrius eremitus
- Agrius extincta
- Agrius fasciata
- Agrius fasciatus
- Agrius fuscosignata
- Agrius godarti
- Agrius grisea
- Agrius ichangensis
- Agrius indica
- Agrius intermedia
- Agrius lixi
- Agrius luctifera
- Agrius major
- Agrius marshallensis
- Agrius minor
- Agrius nigricans
- Agrius obscura
- Agrius orientalis
- Agrius pallida
- Agrius patates
- Agrius peitaihoensis
- Agrius pseudoconvolvuli
- Agrius pungens
- Agrius roseofasciata
- Agrius saturata
- Agrius schmeltzii
- Agrius suffusa
- Agrius tahitiensis
- Agrius triangularis
- Agrius tukurine
- Agrius unicolor
- Agrius variegata
- Agrius virgata
- Agrius ypsilonnigrum

## Bildgalleri

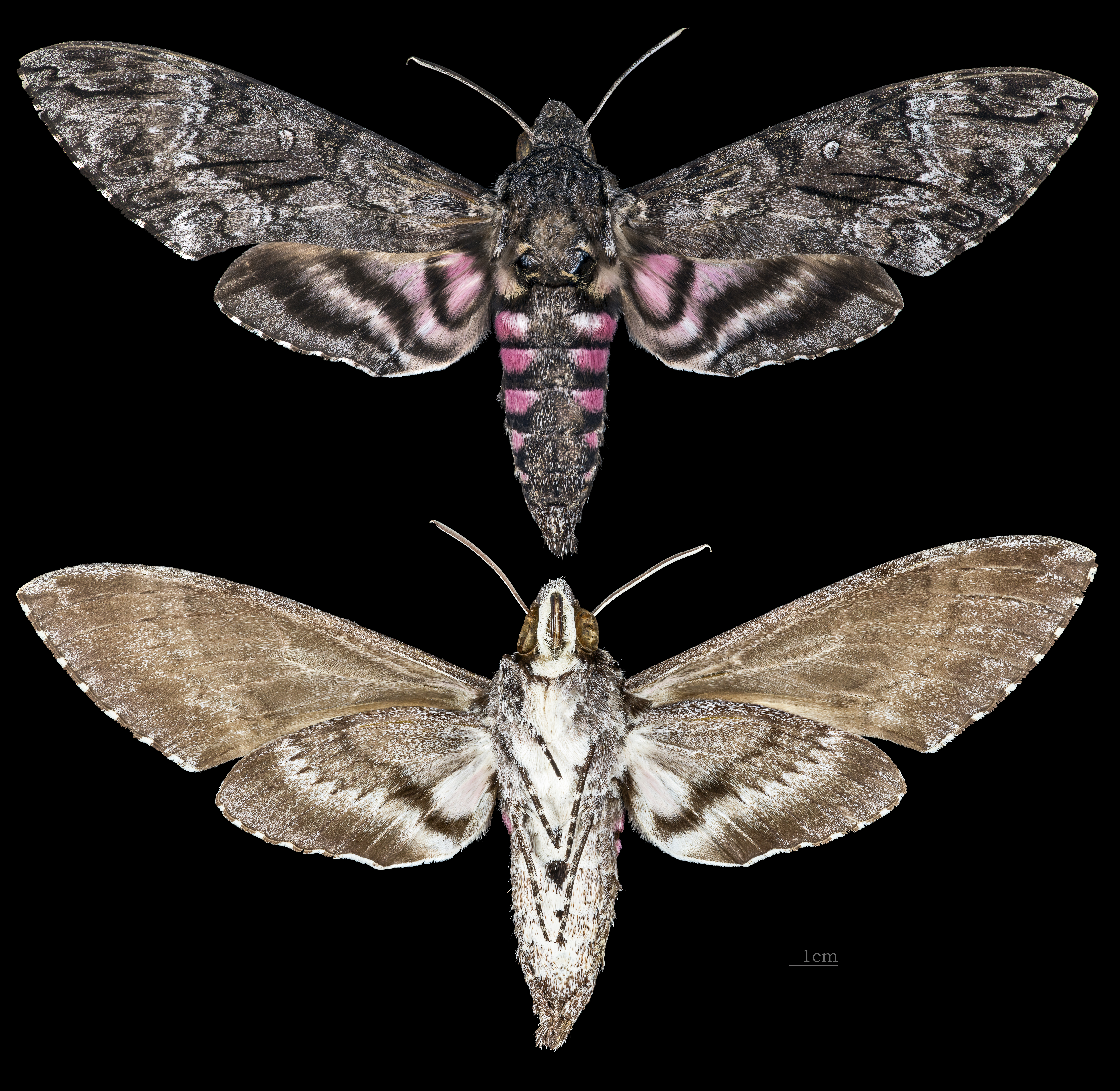
Agrius cingulata
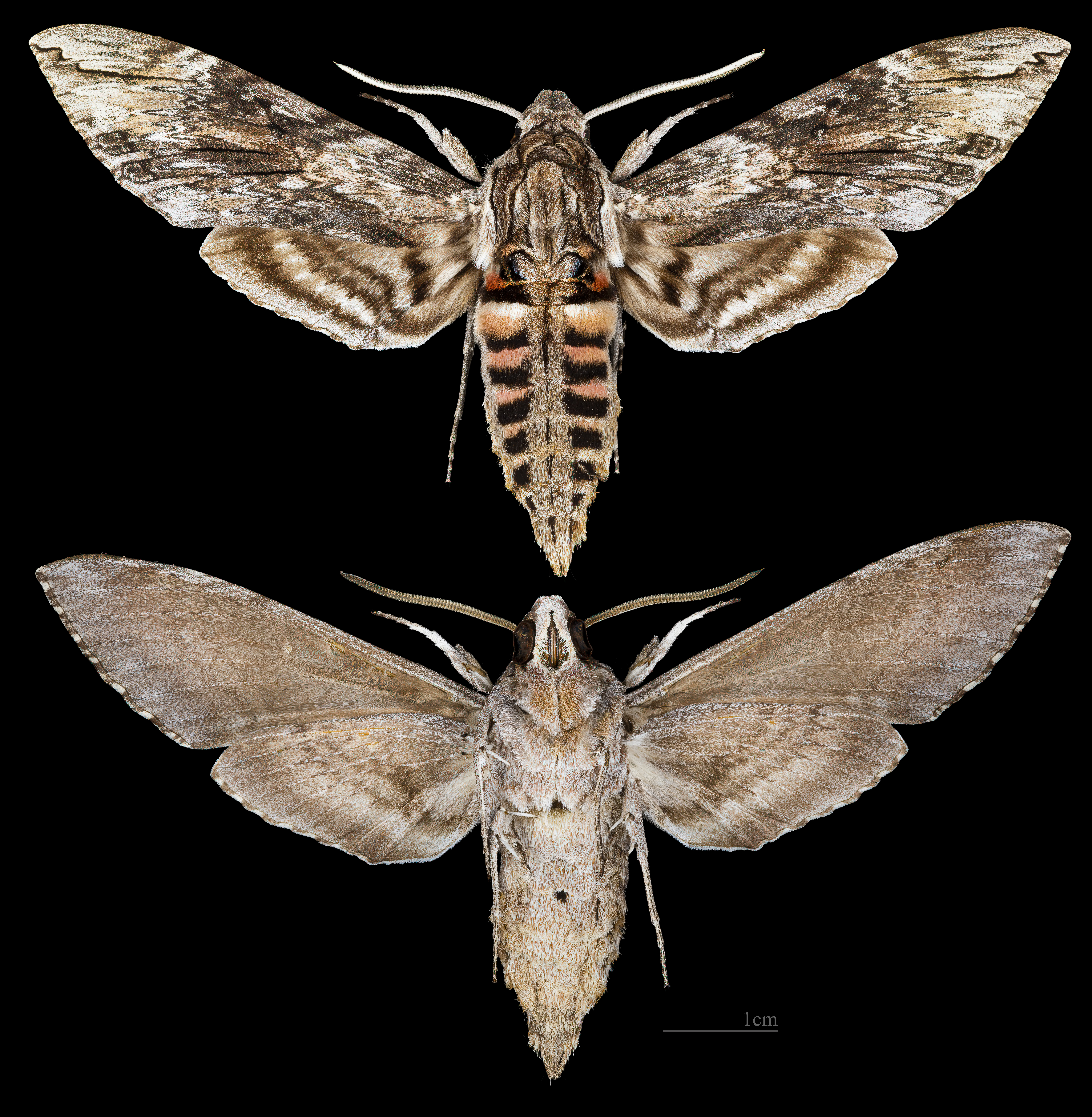
Åkervindesvärmare, Agrius convolvuli
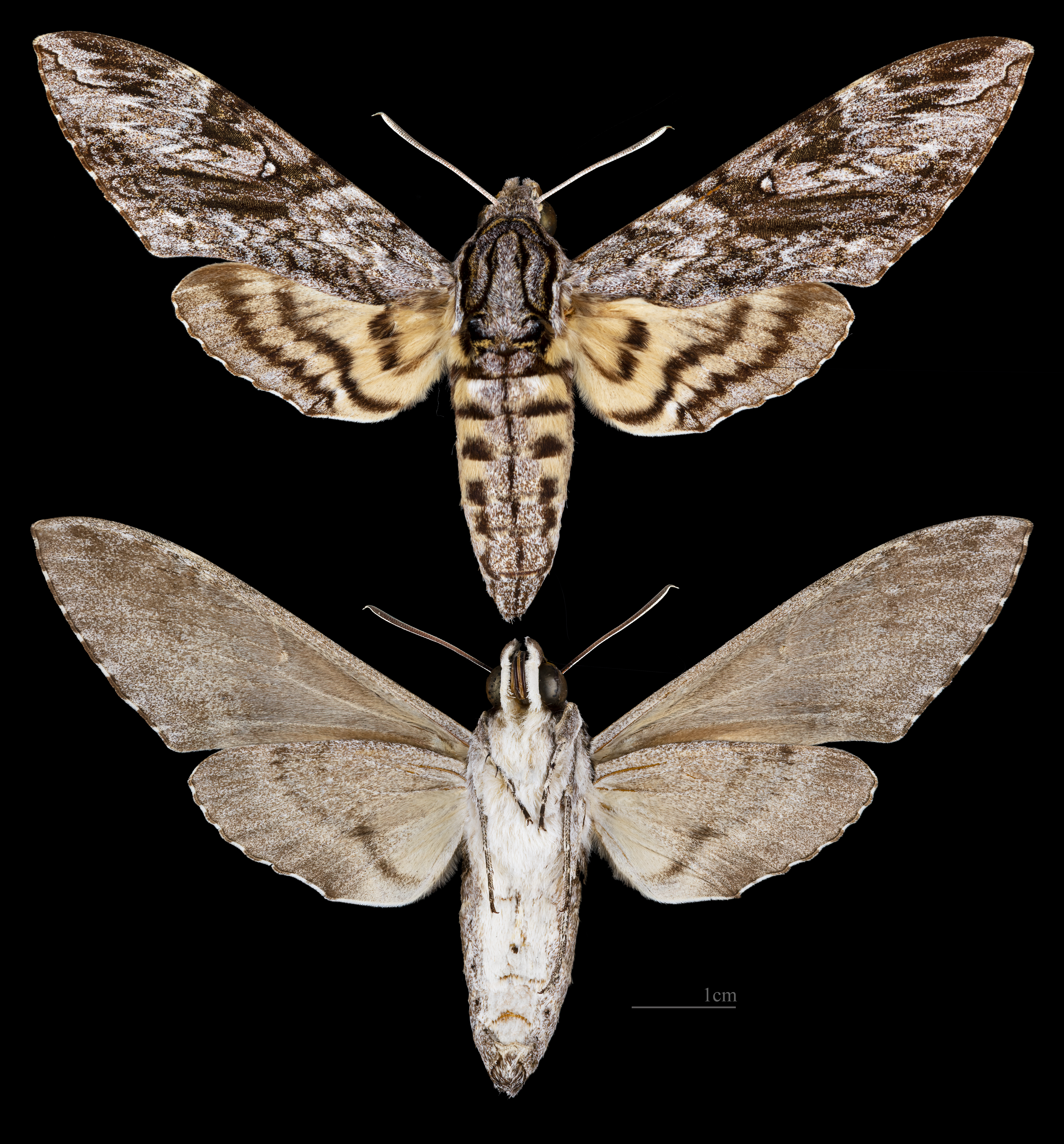
Agrius godarti